# 信立寺
信立寺（しんりゅうじ）は、山梨県甲府市若松町にある寺院。日蓮宗寺院。山号は広教山。本尊は十界曼荼羅。旧本山は、身延山久遠寺。潮師法縁。遠光寺、法華寺とともに甲府法華三ヵ寺の一つ。

## 立地と歴史的景観
現在の甲府市域の中心部、遊亀通りの東に位置。創建当時には甲斐国守護武田氏の居館である躑躅ヶ崎館を中心とする武田城下町の中心に位置し、江戸時代には甲府城下町の南端に移転する。江戸期には信立寺地内町が成立し、南方に位置する時宗寺院である一蓮寺の寺内町と接していた。

## 歴史
戦国時代の大永2年（1522年）、甲斐守護武田信虎により甲府の穴山小路に寺領を寄進されて創建される。甲府における身延山久遠寺の他屋として機能しており、『甲斐国社記・寺記』によれば、信虎が八代郡夏目原村（笛吹市、旧東八代郡御坂町）の泉から発見された釈迦立像に病平癒を祈願し、後に快復した信虎が東国において多くの寺院を開創している身延山13世日伝を招いて開祖としたという。釈迦象は寺に安置され、『甲斐国志』によれば、この像は日蓮が開眼したもので信虎期の家臣である遠藤茂氏（掃部助）が所有していたものであるという。また、『甲陽軍鑑』には穴山小路の信立寺や妙音寺に関する記事があり、武田信玄が紅梅の枝を折ることを禁止した逸話や、妻帯の坊主と町民の間で訴訟が発生した逸話などを伝えている。
戦国期には真（新）立寺と称されていたが、武田氏滅亡後の徳川氏時代に信虎の名に開祖に因み信立寺と改められた。当初は身延山と一括で朱印状を与えられていたが、近世には文禄4年（1598年）に身延山18世日賢の頃には勧進が行われ、甲府城の築城に際して現在地へ移転される。江戸時代には信立寺寺内町（信立寺町）と呼ばれる寺内町が成立し、諸役を免除された。身延山久遠寺法主猊下の宿寺として、上段の間がある。
四十五世住職の塩田義遜（1889年 - 1964年）は東八代郡岡村（笛吹市八代町岡）の日蓮宗寺院・善国寺住職の子として生まれ、1907年（明治40年）に信立寺で得度し、善国寺住職を経て1928年（昭和3年）に信立寺に入山する。塩田は日蓮教学・仏教学者でもあり、山梨郷土研究会会員として郷土研究も行い、主に古代・中世史に関して研究を行った。『法華経学史の研究』 (地方書院, 1960）などの著書がある。
1945年（昭和20年）甲府空襲で諸堂古記録を焼失した。

## 旧末寺
日蓮宗は昭和16年に本末を解体したため、現在では、旧本山、旧末寺と呼びならわしている。
- 妙法山本明寺（山梨県西八代郡市川三郷町山保）
- 妙忍山妙性寺（中央市下三條）